# Sonda de Foley

Esquema d'un catèter de Foley. 1. Connexió a la xeringa per inflar el globus. 2 i 3. Connexió al col·lector d'orina. 4. Globus. 5. Punta interior.

En urologia, una sonda de Foley o catèter de Foley (anomenat així per Frederic Foley, que va produir el disseny original el 1929) és un tub flexible que un professional sanitari passa per la uretra i cap a la bufeta per drenar l'orina. És el tipus més comú per al sondatge vesical permanent.
El tub té dos canals (o vies) separats que recorren la seva longitud. Una via, oberta als dos extrems, drena l'orina a una bossa de recollida. L'altre té una vàlvula a l'extrem exterior i es connecta a un globus a la punta interior. El globus s'infla amb aigua estèril quan es troba dins de la bufeta per evitar que llisqui i s'escapi d'on s'ha col·locat. Els fabricants solen produir catèters Foley amb silicona o làtex natural recobert. Els recobriments inclouen politetrafluoroetilè, hidrogel o un elastòmer de silici: les diferents propietats d'aquests recobriments superficials determinen si el catèter és adequat per a una durada de 28 dies o 3 mesos.
Els catèters de Foley només s'han d'utilitzar quan estigui indicat, ja que l'ús augmenta el risc d'infecció del tracte urinari associada al catèter i altres efectes adversos.